# Rolf Lederbogen

Briefmarke Wandern gibt Lebensfreude, 1974. Die Vorlage erstellte Lederbogen als Aquarell.

Logo der Universität Karlsruhe

Rückseite der deutschen Euro-Münzen 1, 2 und 5 Cent

Rolf Lederbogen (* 17. März 1928 in Münden (Hann. Münden); † 4. Juni 2012 in Heidelberg) war ein deutscher Designer, Architekt und Hochschullehrer.

## Leben
Nach dem Abitur studierte Lederbogen von 1947 bis 1952 an der Werkakademie Kassel bei Heinrich Lauterbach, Hans Leistikow, Hermann Mattern und Ernst Röttger. Seit 1952 war er freiberuflich als Grafiker und Architekt tätig. 1960 wurde er an den Lehrstuhl für Grundlagen der Architektur der TH Karlsruhe berufen, 1961 zum Ordentlichen Professor ernannt. 1974–1975 war er Gastdozent an der Universität Dortmund, 1991 Gastprofessor an der Universität Coimbra. 1993 emeritierte er.

## Werk
Den größten Bekanntheits- und Verbreitungsgrad haben Lederbogens Entwürfe für Briefmarken und Münzen erreicht. Lederbogen war zudem als Ausstellungsgestalter tätig und entwarf Inneneinrichtungen und Leitsysteme für verschiedene Bauprojekte in Deutschland. Als Fotograf hatte er Ausstellungen in Deutschland und Portugal und veröffentlichte mehrere Bücher. Sein umfangreiches Werkarchiv liegt im Südwestdeutschen Archiv für Architektur und Ingenieurbau.

### Ausgeführte Entwürfe (Auswahl)
- Abteilung im Deutschen Pavillon der Weltausstellung 1958 in Brüssel (zusammen mit Ursula Lederbogen, geb. Weiler)
- Sondermarke 40 Pfennig Roswitha von Gandersheim, Deutsche Bundespost 1973
- Sondermarke 30 Pfennig Wandern, Deutsche Bundespost 1974
- Sondermarke 40 Pfennig 125 Jahre Diakonie, Deutsche Bundespost 1974
- Logo der Universität Karlsruhe, 1975
- Innenausbauten der Sparkasse am Karlsruher Europaplatz, 1975–81
- Deutsche Euromünzen 1, 2 und 5 Cent, 1996
- Sondermarke 100 Pfennig Weltkulturerbe der UNESCO Alte Völklinger Hütte, Deutschland 1996
- Sondermarke 100 Pfennig Weltkulturerbe der UNESCO Kloster Maulbronn, Deutschland 1998
- Sondermarke 55 Cent Ein Gruß von Herz zu Herz, Deutschland 2004